# Stazione di Saito-nishi
La stazione di Saito-nishi (彩都西駅?, Saito-nishi-eki) è l'attuale capolinea della diramazione Saito della Monorotaia di Ōsaka situata a Ibaraki nella prefettura di Osaka e serve la Nuova città di Saito e il vicino campus di Minoo dell'Università di Osaka. La stazione della monorotaia è segnalata dal numero (54).